# Invazia divină
Invazia divină (1981) (titlu original The Divine Invasion) este un roman science fiction al scriitorului american Philip K. Dick, nominalizat la premiul BSFA. Este a doua carte din trilogia gnostică VALIS, având loc într-un viitor nedeterminat, probabil la un secol sau mai mult după VALIS. A fost intitulat inițial "Valis Regained".

## Scrierea
Cartea se dorește o continuare a cărții VALIS, deși nu are personaje sau elemente ale acțiunii comune cu aceasta. Invazia divină a fost concepută imediat după terminarea celeilalte cărți, titlul de lucru fiind VALIS recâștigat. Dick nu a început lucrul efectiv la roman decât în luna martie a anului 1980 (la peste un an de la terminarea lui VALIS, în noiembrie 1978), terminându-l în mai puțin de o lună.

## Intriga
După un accident fatal pe Pământ, Herb Asher este lăsat într-o stare de suspendare a vieții prin frig, așteptând un transplant de splină. Mort din punct de vedere clinic, el experimentează visul lucid și retrăiește ultimii șase ani ai vieții sale.
În trecut, Herb a trăit într-un dom izolat de pe o planetă îndepărtată din sistemul solar CY30-CY30B. Yah, o divinitate locală exilată de pe Pământ, îi apare într-o viziune ca o flacără, obligându-l să ia legătura cu o vecină bolnavă, Rybys Rommey, aflată în faza terminală a sclerozei multiple și însărcinată cu copilul lui Yah.
Cu ajutorul sufletului nemuritor al Sfântului Ilie, care ia forma unui cerșetor nomad pe nume Elias Tate, Herb acceptă să devină soțul lui Rybys și tatăl legal al nenăscutului "salvator". Împreună, ei pun la cale readucerea pe Pământ a femeii însărcinate în șase luni, sub pretextul găsirii unui remediu pentru boala ei într-un spital. După nașterea sub formă umană, Yah plănuiește să îl înfrunte pe îngerul decăzut Belial, care a condus Pământul timp de 2000 de ani, de la căderea Masadei, petrecută în primul secol. Dar puterile lui Yah sunt limitate de dominația lui Belilal asupra Pământului, iar cei patru trebuie să își ia măsuri suplimentare de precauție pentru a evita depistarea lor de către forțele întunericului.
Lucrurile nu merg conform planului. "Eminența Cenușie", Sistemul de Inteligență Artificială al Pământului, avertizează autoritățile ecleziastice ale Bisericii Creștine-Islamice și pe Împuternicitul Suprem despre "invazia" divină, care iau măsuri. Astfel au loc o serie de tentative eșuate de a distruge copilul nenăscut, toate dejucate de Sfântul Ilie și de Yah. După revenirea cu succes pe Pământ și evitarea unui avort forțat, Rybys și Herb sunt implicați într-un accident, probabil datorită mașinațiunilor lui Belial. Rybys moare din cauza rănilor, iar fiul ei, Emmanuel (Yah în forma umană), suferă o deteriorare a creierului datorită traumei, dar supraviețuiește. Herb este grav rănit și pus în stare de conservare prin frig, așteptând un transplant de splină, iar pruncul Emmanuel este pus într-un  uter artificial, de unde este scos de Elias Tate înainte ca biserica să îl omoare.
După șase ani, adus într-o școală pentru copii speciali, Emmanuel o întâlnește pe Zina, o fată care pare a poseda și ea talente și abilități similare, care îi va fi băiatului un profesor surogat. Timp de patru ani, Zina îl ajută pe Emmanuel să-și redobândească memoria (afectarea creierului dusese la amnezie) și îi află identitatea adevărată: Yah, creatorul universului.
Când Emmanuel e pregătit, Zina îi arată propriul ei univers paralel: o lume pacifistă, în care religia organizată are puțină influență, Rybys Rommey încă trăiește și e măritată cu Herb Asher, iar Belial e doar un pui de capră care trăiește într-o cușcă de la grădina zoologică.
Într-un act de bunătate, Zina și Emmanuel eliberează creatura-capră, uitând pentru o clipă că ea este chiar Belial. Creatura fuge și îl găsește pe Herb Asher, cu ajutorul căruia caută să redobândească controlul asupra lumii, posedându-l. În cele din urmă, Herb este salvat de Linda Fox, o tânără cântăreață de care este îndrăgostit și care se dovedește a fi Ajutătorul lui personal; ea se întâlnește cu creatura-capră pe care o ucide, învingându-l pe Belial. Herb înțelege că această întâlnire se petrece continuu peste tot în lume, alegerea făcută de fiecare între Belial și Ajutător stabilind salvarea respectivei persoane.

## Critici
- Schmid, Georg, "The Apocryphal Judaic Traditions as Historical Repertoire: An Analysis of The Divine Invasion bt Philip K. Dick". Degrés: Revue de synthese a orientation semiologique, #51, Automne 1987, 1-11.